# Nikita Chtcherbak
Nikita Sergueïevitch Chtcherbak - en russe : Никита Сергеевич Щербак et en anglais : Nikita Scherbak - (né le 30 décembre 1995 à Moscou en Russie) est un joueur professionnel russe de hockey sur glace. Il évolue au poste d'ailier.

## Biographie

### Carrière en club
Formé au Vastom Moscou, il évolue en junior au Kapitan Stoupino dans la MHL lorsqu'il est sélectionné au deuxième tour, en cent-neuvième position de la sélection européenne 2013 de la Ligue canadienne de hockey par les Blades de Saskatoon. Il part alors en Amérique du Nord et débute dans la Ligue de hockey de l'Ouest. Il mène les recrues aux chapitres des points, buts et assistances lors de la saison régulière 2013-2014. Il est choisi au premier tour, en vingt-sixième position par les Canadiens de Montréal lors du repêchage d'entrée dans la LNH 2014. Il est échangé par les Blades aux Silvertips d'Everett le 22 septembre 2014 en retour du gardien Nik Amundrud et d'un choix de premier tour au repêchage de 2015.
Durant l'année 2015, lui et son coéquipier Noah Juulsen sont considérés comme les deux meilleurs espoirs du Canadiens de Montréal.
En 2015, il passe professionnel avec les IceCaps de Saint-Jean, club ferme des Canadiens dans la Ligue américaine de hockey. Le 7 janvier 2017, il joue son premier match dans la Ligue nationale de hockey avec les Canadiens face aux Maple Leafs de Toronto et marque son premier but.
Le 2 décembre 2018, il est réclamé au ballottage par les Kings de Los Angeles.
Il signe chez les Ducs d'Angers en France pour la saison 2023-2024 de la Ligue Magnus.

### Carrière internationale
Il représente la Russie en sélection jeune. Il prend part à la Super Serie Subway en 2013.

## Statistiques

### En club
| Saison    | Équipe                 | Ligue              |    | Saison régulière | Saison régulière | Saison régulière | Saison régulière | Saison régulière |   | Séries éliminatoires | Séries éliminatoires | Séries éliminatoires | Séries éliminatoires | Séries éliminatoires |
| Saison    | Équipe                 | Ligue              | PJ | B                | A                | Pts              | Pun              | PJ               | B | A                    | Pts                  | Pun                  |                      |                      |
| 2012-2013 | Kapitan Stoupino       | MHL                | 50 | 7                | 7                | 14               | 14               | -                | - | -                    | -                    | -                    |                      |                      |
| 2013-2014 | Blades de Saskatoon    | LHOu               | 65 | 28               | 50               | 78               | 46               | -                | - | -                    | -                    | -                    |                      |                      |
| 2014-2015 | Silvertips d'Everett   | LHOu               | 65 | 27               | 55               | 82               | 60               | 8                | 3 | 2                    | 5                    | 6                    |                      |                      |
| 2015-2016 | IceCaps de Saint-Jean  | LAH                | 48 | 7                | 16               | 23               | 20               | -                | - | -                    | -                    | -                    |                      |                      |
| 2016-2017 | IceCaps de Saint-Jean  | LAH                | 66 | 13               | 28               | 41               | 32               | 4                | 1 | 1                    | 2                    | 4                    |                      |                      |
| 2016-2017 | Canadiens de Montréal  | LNH                | 3  | 1                | 0                | 1                | 0                | -                | - | -                    | -                    | -                    |                      |                      |
| 2017-2018 | Rocket de Laval        | LAH                | 26 | 7                | 23               | 30               | 20               | -                | - | -                    | -                    | -                    |                      |                      |
| 2017-2018 | Canadiens de Montréal  | LNH                | 26 | 4                | 2                | 6                | 8                | -                | - | -                    | -                    | -                    |                      |                      |
| 2018-2019 | Rocket de Laval        | LAH                | 5  | 1                | 0                | 1                | 2                | -                | - | -                    | -                    | -                    |                      |                      |
| 2018-2019 | Reign d'Ontario        | LAH                | 8  | 1                | 0                | 1                | 2                | -                | - | -                    | -                    | -                    |                      |                      |
| 2018-2019 | Kings de Los Angeles   | LNH                | 23 | 4                | 7                | 11               | 18               | -                | - | -                    | -                    | -                    |                      |                      |
| 2019-2020 | Avangard Omsk          | KHL                | 16 | 2                | 4                | 6                | 10               | -                | - | -                    | -                    | -                    |                      |                      |
| 2019-2020 | Traktor Tcheliabinsk   | KHL                | 15 | 1                | 4                | 5                | 12               | -                | - | -                    | -                    | -                    |                      |                      |
| 2020-2021 | Stars du Texas         | LAH                | 28 | 5                | 10               | 15               | 12               | -                | - | -                    | -                    | -                    |                      |                      |
| 2021-2022 | HC ’05 Banská Bystrica | Extraliga Slovaque | 25 | 6                | 15               | 21               | 20               | -                | - | -                    | -                    | -                    |                      |                      |
| 2021-2022 | Mountfield HK          | Extraliga Tchèque  | 17 | 4                | 8                | 12               | 4                | 5                | 1 | 1                    | 2                    | 0                    |                      |                      |
| 2022-2023 | Mountfield HK          | Extraliga Tchèque  | 5  | 1                | 4                | 5                | 4                | -                | - | -                    | -                    | -                    |                      |                      |
| 2022-2023 | HC Slovan Bratislava   | Extraliga Slovaque | 10 | 2                | 6                | 8                | 2                | 4                | 1 | 1                    | 2                    | 2                    |                      |                      |
| 2023-2024 | Ducs d'Angers          | SLM                | 41 | 10               | 37               | 47               | 63               | 6                | 2 | 1                    | 3                    | 8                    |                      |                      |